# André de Longjumeau
André de Longjumeau (gest. 1253) was een dominicaanse priester, diplomaat en ontdekkingsreiziger die drie missies naar het oosten ondernam. De eerste missie was op verzoek van de Franse koning Lodewijk IX om  de reliek van doornenkroon van Christus te verkrijgen. De tweede missie maakte deel uit van een totaal van drie pauselijke missies, die door paus Innocentius IV naar een aantal door Mongolen beheerste gebieden werden gezonden. De derde missie was opnieuw in opdracht van Lodewijk IX naar het hof van de khagan Güyük in de Mongoolse hoofdstad Karakorum.

## Eerste missie
De eerste bronnen die over Longjumeau spreken, noemen een missie naar het oosten in opdracht van magister-generaal Jordanus van Saksen in 1228, samen met enkele andere monniken. Hier leerde Longjumeau enkele oosterse talen spreken. 
Toen Boudewijn II van Namen, keizer van Constantinopel, de doornenkroon van Christus aan Lodewijk de Heilige gaf, werd André de Lungjumeau opgedragen deze te gaan halen. In zijn gezelschap bevond zich onder meer Jacob van Parijs, een belangrijke dominicaan uit die tijd. De kroon werd echter in de tussentijd verkocht aan de Venetianen, waarna de monniken deze daarheen moesten brengen. Longjumeau bleef bij de kroon, terwijl zijn reisgenoot naar de koning ging om deze van de netelige situatie op de hoogte te stellen. Lodewijk kocht alsnog de kroon van de Venetianen, die hard geld nodig hadden. In 1239 keerden de twee monniken met de kroon terug in Frankrijk.

## Pauselijke missies van 1245
In de jaren  1238-1241 waren  Mongoolse troepen tot diep in Midden-Europa binnengetrokken. In april 1241 werd het leger van de Hongaarse koning Béla IV in de slag bij Mohi door Batu Khan vernietigend verslagen. Later dat jaar vertrokken de Mongolen uit Midden-Europa. Historici geven een combinatie van factoren als reden daarvoor aan: logistieke problemen, onenigheid tussen Mongoolse commandanten maar vooral het overlijden van de khagan Ögedei, de eerste opvolger van Dzjengis Khan. Batu Khan meende recht te hebben op de troon en vertrok met een groot deel van de troepen naar de khuriltai in  Karakorum, waar de opvolger zou worden gekozen. 
De paniek in Europa was echter groot en een hernieuwde aanval van de Mongolen werd gevreesd. Een gezamenlijke strategie van de Europese vorsten kwam echter niet tot stand. In die situatie besloot paus Innocentius IV het initiatief te nemen. Hij maakte van de Mongoolse dreiging een agendapunt,   Remedium contra Tartaros , op het Eerste Concilie van Lyon. Reeds voorafgaand aan het concilie nam hij het besluit vier delegaties naar Mongools gebied  te zenden. De  franciscaan Johannes van Pian del Carpine zou naar  Karakorum, de hoofdstad van het Mongoolse rijk,  reizen. Een tweede franciscaan Laurens van Portugal zou de Mongolen vanuit de  Levant benaderen. De beide dominicanen André de Longjumeau en Ascelin van Cremona kregen de opdracht dit te doen vanuit het Nabije-  en Midden-Oosten. Over de missie van Laurens van Portugal is niets bekend. De meeste historici nemen aan, dat deze missie nooit vertrokken is. 
De andere drie missies vertrokken alle in 1245. Alle missies kregen dezelfde twee brieven mee. In Dei patris immensa  stond een uiteenzetting over het christelijk geloof en een oproep tot de Mongolen om het christendom te aanvaarden. In Cum non solum werden zij gemaand het vermoorden van mensen en christenen in het bijzonder te staken. De paus sprak de wens uit in vrede met de Mongolen te kunnen leven   
Van deze missie van Longjumeau is weinig bekend. Voordat hij in door Mongolen beheerst gebied kwam, moet hij eerst een aantal islamitische vorstendommen in Syrië en Palestina hebben bezocht. Hij had daarnaast een aantal gesprekken met geestelijken van de Jacobieten. Er is een uittreksel van zijn verslag bewaard gebleven in de   Chronica Majora   van Matthew Paris. Dat vermeldt dat Longjumeau op een afstand van zeventien dagen reizen van Mosul een Mongools legerkamp aantrof. Er is echter niets in het rapport dat wijst op diplomatieke onderhandelingen. De tekst bestaat voor het grootste deel uit wat algemene waarnemingen over Mongoolse gebruiken en gewoonten. Daarnaast bevat het rapport een verslag van gesprekken, die Longjumeau voerde met Simeon Rabban Ata, een hoge nestoriaanse geestelijke. Het verslag bevat een verzoek van Rabban aan de paus om zijn invloed aan te wenden voor de bescherming van nestoriaanse christenen in gebieden van het Latijnse Keizerrijk. De paus werd tevens opgeroepen om vrede te sluiten met zijn vijand  Frederik II, keizer van het Heilige Roomse Rijk en gezamenlijk weerstand te bieden aan de Mongoolse dreiging.

## Derde missie

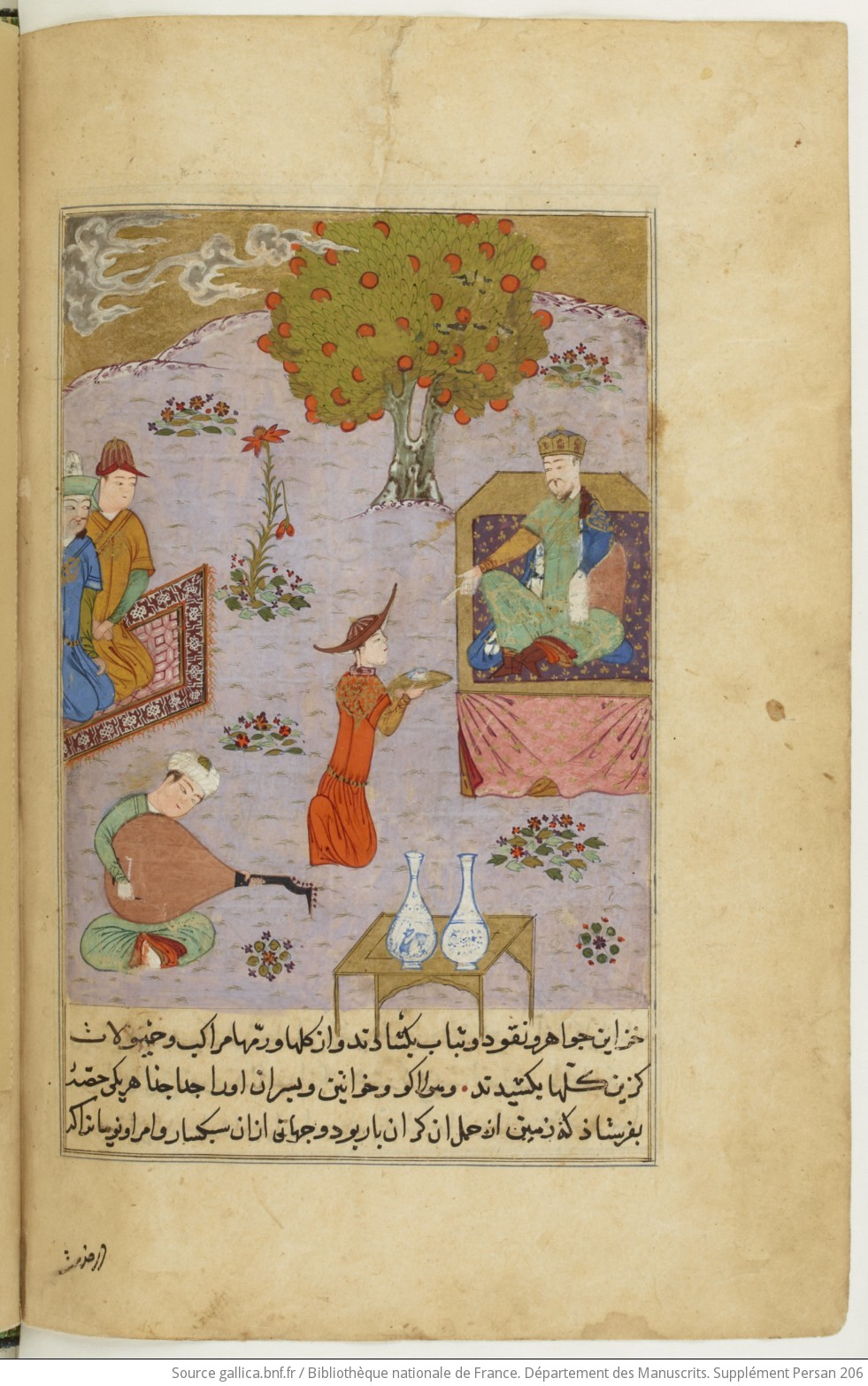
Güyük Khan

In 1248 verbleef Lodewijk IX op Cyprus. Hij trof daar voorbereidingen voor de Zevende Kruistocht. Op 14 december arriveerde een delegatie van Eljigidei, de Mongoolse bevelhebber in Perzië, op het eiland die op 20 december door de koning werd ontvangen. Eljigidei was de opvolger van Baiji, die enkele jaren daarvoor was bezocht door de pauselijke missie van  Ascelin van Cremona. De delegatie bestond uit twee nestoriaanse christenen. Longjumeau was op dat moment in het gezelschap van de koning. Hij  herkende een van deze personen als iemand die hij eerder ontmoet had in het Mongoolse legerkamp tijdens zijn pauselijke missie. Longjumeau trad op als de vertaler tijdens de gesprekken tussen deze delegatie en de koning. 
De delegatie overhandigde een brief van Eljigide, waarin voor het eerst van Mongoolse zijde een alliantie tegen de moslims werd voorgesteld. De brief was geformuleerd in volstrekt andere termen dan de eerdere gebruikelijke eisen tot onderwerping aan de Mongolen. Eljigidei wenste Lodewijk IX het beste met zijn strijd tegen de moslims. De brief vermeldde, dat Eljigidei het als zijn taak zag alle christenen in Perzië vrij te stellen van horigheid en belasting en hen de kerkelijke eigendommen terug te geven. De brief eindigde met het verzoek aan de koning om discriminatie tussen rooms-katholieke  en andere christenen te beëindigen omdat onder zijn Mongools bestuur allen gelijk waren. 
Volgens de gezanten waren Eljigidei en een aantal van zijn commandanten al een aantal jaren bekeerd tot het christendom. Het beledigende antwoord dat  Ascelin van Cremona enkele jaren eerder van zijn voorganger Baiji had ontvangen, werd geweten aan het feit dat Biaji een heiden was en omringd door islamitische adviseurs. De beide gezanten deelden mee, dat het de bedoeling van Eljigidei was om in de zomer het kalifaat van de Abbasiden aan te vallen en om die reden werd Lodewijk IX gevraagd zijn militaire acties tegen Egypte te richten om bijstand uit die richting voor het kalifaat te voorkomen. 
Longjumeau vertaalde ook de brief. Er is in het vakgebied tot in de eenentwintigste eeuw een debat of de brief nu wel of niet van Eljigidei afkomstig was of dat deze brief geheel een vervalsing was, waarvoor enkele nestoriaanse groeperingen verantwoordelijk zouden zijn. Mongoolse leiders hebben in de jaren na 1248 de brief altijd een vervalsing genoemd. In een brief van Möngke Khan aan Lodewijk IX die Willem van Rubroeck in 1254 bij zijn vertrek uit Karakorum meekreeg wordt dat expliciet geformuleerd. 
Het resultaat eind 1248 was echter dat Lodewijk IX opdracht gaf aan Longjumeau een missie te ondernemen naar de belangrijkste heerser in het Mongoolse rijk, de khagan Güyük Khan.  De pauselijke missie van Johannes van Pian del Carpine had Güyük in 1246 ontmoet en het reisverslag van Pian del Carpini was ook in Cyprus bekend. Eind januari 1249 vertrok Longjumeau met een gezelschap van zeven anderen. Onder de meegenomen geschenken was een draagbaar scharlaken schrijn, gestikt met afbeeldingen van het leven van Christus. In het schrijn bevond zich een fragment van het ware kruis. Het gezelschap reisde eerst naar Antiochië en vandaar langs de zuidelijke en oostelijke kust van de Kaspische Zee. 
Bij aankomst aan het Mongoolse hof in de omgeving van Karakorum bleek Güyük Khan te zijn overleden. In zijn reisverslag meldde Longjumeau dat Batu Khan verantwoordelijk zou zijn voor de vergiftiging van Güyük Khan. In die periode trad Oghul Ghaymish, de belangrijkste vrouw van Güyük, op als regente. Longjumeau kreeg de gebruikelijke Mongoolse boodschap van die tijd: de delegatie kreeg een brief mee met de essentie, dat het de wil van de  Eeuwige God was dat de Mongolen over de wereld zouden heersen. Lodewijk IX werd bevolen het volgend jaar zelf in Karakorum aanwezig te zijn en zich te onderwerpen. Het precieze tijdstip van vertrek van de delegatie is onbekend, maar vast staat dat zij aanwezig waren bij de verkiezing van Möngke Khan tot nieuwe khagan. In 1251 arriveerden Longjumeau en de delegatie in Caesarea in Palestina om rapport uit te brengen aan de inmiddels daar verblijvende Lodewijk IX. 
Longjumeau gaf in zijn reisverslag een redelijk betrouwbare beschrijving van een aantal Mongoolse gebruiken en gewoonten. Andere delen van het verslag zijn echter fantasie. Op basis van berichten die Longjumeau daar vernomen zou hebben, worden er wezens beschreven die alleen in de verbeelding kunnen bestaan. Net als andere Europese auteurs voor en na hem beschreef hij in een deel dat handelt over de geschiedenis van de Mongolen een strijd om de macht tussen Dzjengis Khan en de mythische Pape Jan. Het thuisland van de Mongolen werd beschreven als zeer nabij het land van Magog uit het Bijbelboek  Ezechiël.